# Toshihiko Uchiyama (Fußballspieler, 1989)
Toshihiko Uchiyama (japanisch 内山 俊彦 Uchiyama Toshihiko; * 29. April 1989 in der Präfektur Chiba) ist ein japanischer Fußballspieler.

## Karriere
Toshihiko Uchiyama erlernte das Fußballspielen in der Schulmannschaft der Shoshi High School und der Universitätsmannschaft der Ryūtsū-Keizai-Universität. Seinen ersten Vertrag unterschrieb er 2013 beim Fukushima United FC. Der Verein spielte in der dritthöchsten Liga des Landes, der Japan Football League. Am Ende der Saison 2013 stieg der Verein in die J3 League auf. Für den Verein absolvierte er 32 Ligaspiele. 2015 wechselte er zum Tochigi Uva FC. Für den Verein absolvierte er 86 Ligaspiele. 2018 wechselte er zum Viertligisten Tokyo Musashino City FC. Für dem Verein aus Musashino absolvierte er 19 Viertligaspiele. Im Juni 2021 wechselte er zum Regionalligisten Primeiro Fukushima. Der Verein spielt in der Tohoku Soccer League (Div.1).